# لنگر، ازبکستان
لَنگَر (به ازبکی: Langar, Uzbekistan) یک منطقهٔ مسکونی در ازبکستان است که در استان فرغانه واقع شده‌است.

## خصوصیات
لنگر  ۱٬۰۷۹ نفر جمعیت دارد.